# Range Land
Range Land è un film del 1949 diretto da Lambert Hillyer.
È un western statunitense con Whip Wilson, Andy Clyde e Reno Browne.

## Produzione
Il film, diretto da Lambert Hillyer su una sceneggiatura di Adele Buffington, fu prodotto da Eddie Davis per la Monogram Pictures e girato in California da inizio ottobre 1949. Il titolo di lavorazione fu Borrowed Guns.

## Distribuzione
Il film fu distribuito negli Stati Uniti dal 24 dicembre 1949 al cinema dalla Monogram Pictures.

## Promozione
Le tagline sono:
- Bullion Bandits on Murder Rampage!
- HI-JACKED GOLD! AVENGING GUNS!
- WHIP STORMS AN OUTLAW FORT... to blast a gold-mad killer!
- 'Whip' Goes Into Action... Against Gold Thieves To Smash Their Outlaw Racket!